# Bruno Lesch
Bruno Lorenz Nicolaus Lesch, född 1888, död 1945, var en finländsk historiker.
Lesch blev filosofie doktor 1924 och var professor i historia och statsvetenskap och rektor vid Svenska handelshögskolan mellan 1927 och 1945. 
Han var ordförande i Historiska föreningen från 1929.
Lesch forskade i gustaviansk tid och i Finlands historia under ryska tiden, särskilt i autonomins uppkomst. Han utgav också en biografi över Carl Erik Mannerheim i Förhandlingar och uppsatser 35 (1922).